# 福本雄樹
福本 雄樹（ふくもと ゆうき、1993年7月26日 - ）は、日本の俳優。兵庫県出身。N・F・B所属。

## 出演
- 唐組『糸女郎』（2013年、雑司ヶ谷・鬼子母神）
- 唐組『桃太郎の母』（2014年、花園神社 他）
- 唐組『紙芝居の絵の町で』（2014年、雑司ヶ谷・鬼子母神 他） - 主演
- 唐組『透明人間』（2015年、花園神社 他）
- 唐組『鯨リチャード』（2015年、雑司ヶ谷・鬼子母神 他） - 主演
- 唐組『秘密の花園』（2016年、花園神社 他）
- 唐組『夜壺』（2016年、雑司ヶ谷・鬼子母神 他）
- 唐組『ビンローの封印』（2017年、花園神社 他） - 主演
- ブス会＊『男女逆転版・痴人の愛』（2017年、こまばアゴラ劇場）
- 唐組『動物園が消える日』（2017年、雑司ヶ谷・鬼子母神 他）
- 唐組（唐組30周年記念公演第1弾）『吸血姫』（2018年、花園神社 他）
- 唐組『黄金バット』（2018年、雑司ヶ谷・鬼子母神 他）
- 唐組『ジャガーの眼』（2019年、花園神社 他）
- 唐組『ビニールの城』（2019年、雑司ヶ谷・鬼子母神 他）
- SIZUKO! QUEEN OF BOOGIE〜ハイヒールとつけまつげ〜（2019年、COOL JAPAN PARK OSAKA　TTホール）
- シェア・ザ・ワールド 2020（2020年、紀伊國屋ホール）
- 唐組『さすらいのジェニー』(2020年、雑司ヶ谷・鬼子母神 他)
- 唐組『少女都市からの呼び声』（2020年、下北沢駅前劇場）
- 『王将』-三部作-（2021年、アトリウム特設劇場）
- 歌妖曲〜中川大志之丞変化〜（2022年、明治座 他） - 鳴尾利生 役[1][2]
- フライングシアター自由劇場『そよ風と魔女たちとマクベスと』（2025年、すみだパークシアター倉 他）[3]
- オフィス3〇〇特別公演『少女仮面』（2025年公演予定、下北沢ザ・スズナリ）[4]